# Tetrafluoretan
Tetrafluoretan se uporabja v hladilni tehniki kot polnilo v hladilnem sistemu(klime)in za razpihovanje(penjenje)

## Identifikacija snovi ali pripravka:
Ime proizvoda:SOLKANE 134a

Kemijsko ime            :1,1,1,2-tetrafluoretan

Sooznake                :HEA-134a,HFC-134a

Formula                 :CF3-CF2F

Molekularna teža        :102

EC številka(EINECS)     :212-377-0
Uporaba snovi ali pripravka:
Priporočena uporaba: hlajenje, plin za razpihovanje(penjenje)

## Sestava s podatki o nevarnih sestavinah:
1,1,1,2-tetrafluoretan

CAS številka           :811-97-2

EC številka(EINECS)    :212-377-0

Koncentracija          :=99,50%

## Ugotovitve o nevarnih lastnostih:
Plin (utekočinjen)
Priprava ni klasificirana glede na Direktivo 67/548/EEC
Ob razpadanju se sprošča vodikov fluorid

## Ukrepi za prvo pomoč:
Vdihovanje
-poškodovanca je treba odstraniti iz prostora,kjer je prišlo do onesnaženja  ozračja                
-po potrebi poškodovancu dovajati kisik oziroma izvajati masažo 
srca in pljuč;               
-v primeru dihalnih ali živčnih težav se posvetujte z zdravnikom.
Zaužitje:
-nevarnost ni možna
Stik s kožo in očmi:
-omogočite da proizvod izpari;                        
-izpirajte kožo z mlačno tekočo vodo;                          
-v primeru trajne bolečine ali rdečice se je treba posvetovati z zdravnikom;                         
-veke je treba imeti odprte in s tem se omogoči izparevanje proizvoda;                          
-oči nekaj minut izpirati s tekočo vodo in pri tem ne zapirati vek;                         
-v primeru trajne bolečine se je treba posvetovati z zdravnikom okulistom.

## Ukrepi ob požaru:
Posebne nevarnosti:
-ni gorljiv                         
-ustvarjanje nevarnih plinov/par v primeru razpadanja;                                            
-možnost  vžiga ob prisotnosti zraka in zelo posebnih pogojev
Primerna sredstva za gašenje:
-v primeru ognja v neposredni bližini,so sprejemljiva vsa sredstva za gašenje
Zaščitni ukrepi v primeru intervencije:
-evakuirajte vse osebe,ki za intervencijo niso potrebne;
-v vseh primerih uporabljajte "samo-zadostne"dihalne naprave;
-intervencijo lahko izvajajo samo osebe,ki so primerno usposobljene 
in seznanjene z nevarnostmi proizvoda. 

## Ukrepi ob nezgodnih izpustih
Previdnostni ukrepi, ki se nanašajo na ljudi:
-če je to varno in če pri tem nikogar ne ogrožate,lahko sami poiskusite 
ustaviti uhajanje
-materiale in proizvode,ki niso združljivi s proizvodom,
oddaljite od proizvoda
-v primeru,ko je prišlo do uhajanja iz jeklenk,jo poskusite postaviti 
tako,da bo uhajanje potekalo v plinasti fazi.
Ekološki zaščitni ukrepi
-preprečite uhajanje v okolje(atmosfero)

## Ravnanje z nevarno snovjo/pripravkom in skladiščenje
Ravnanje
-preprečite,da bi pare/hlapi razpadli zaradi kontakta z vročimi površinami;             
-preprečite,da bi pare/hlapi razpadli zaradi kontakta z izpostavlenim električnim tokom(varjenje);             
-uporabljajte samo opremo in materiale,ki so združljivi s proizvodom;            
-ne izpostavljajte toplotnim virom;             
-ne izpostavljajte reaktivnim virom
Skladiščenje
-v hladnem,prezračevanem prostoru;                
-ne izpostavljti virom toplote;                
-ne izpostavljati reaktivnim proizvodom.
Embalaža
-iz običajnega jekla

## Nadzor nad izpostavljenostjo/varnost in zdravje pri delu:
-ventilacija prostora mora biti ustrezna za primer uhajanja;
-vzdržujte nivo izpostavljenosti zaposlemih pod dovoljeno mejo;
Potrebna je uporaba zaščitnih sredstev za zaščito dihal,rok,oči in kože.

## Fizikalne in kemijske lastnosti:
Splošne informacije:je brezbaren,rahlo eteričen,pod pritiskom kot utekočinjen plin,je pH nevtralen.Ostali podatki so zajeti v tabeli.

## Obstojnost in reaktivnost
Pogoji,ki se jim je treba izogniti so vročina in viri vročine.
Materiali,ki se jim je treba izogniti so alkalne kovine in njihove zlitine.
Nevarni proizvodi razkrajanja so vodikov fluorid in fluorofosgen.
Kontakt z lugi in alkalnimi kovinami in njihovimi zlitinami lahko povzroči močne reakcije in eksplozijo.

## Toksikološki podatki
Akutna toksičnost:
-oralno,LD 50,ni uporaben                        
-dermalno,LD 50,ni uporaben                        
-vdihovanje,LD 50,4 ure
Draženje:
-zajec,rahlo draži
Senzibilacija:
-morski prašiček,ni senzibilacije
Kronična toksičnost:
-brez mutagenih,karciogenih ali učinkov na reprodukcijo

## Ekotoksikološki podatki
Akutna ekotoksičnost:
-ribe:Salmo gairdneri,LC 50,96 ur,450mg/l                     
Pogoji:pol statičen test                      
-vretenčarji:Daphnia magna,EC 50,48 ur,980 mg/l                      
Pogoji:pol statičen test.
Mobilnost:
-zrak,konstanta Henryjevega zakona(H) cca 65 kPa.m3/mol              
-zemlja/usedline,vpijanje log KOC cca 1,5
Vzdržljivost in razgradljivost:
-abiotičen razpad(zrak,indirektna foto-oksidacija,t 1/2=10,9 let)                                    
-biotičen razpad(aerobična,za test bio-razgradljivosti/zaprta steklenica,razpad od 2-3%,28 dni;rezultat:ni lahko bio-razgradljiv)

## Odstranjevanje
Z odpadki je treba ravnati v skladu z lokalnimi/državnimi zakoni.
Priporočeno je ,da se za recikliranje stopi v stik s proizvajalcem.
Da bi se čim bolj izognili delu z embalažo,je treba uporabljati primerne zabojnike.

## Transportni podatki
UN številka                   3159
IATA razred                   2.2
Oznaka za nevarnost           Nevnetljiv plin
PSN  1,1,1,2-TETRAFLUORETAN
IMGD razred                   2.2
EmS                           2-09
ADR/ADNR razred               2
RID razred                    2
ADR/RID  Ime: 1,1,1,2-TETRAFLUORETAN

## Zakonsko predpisani podatki o predpisih
EC označevanje-ni klasificirano po Direktivi 67/548/EEC